# Sérgio Vieira de Mello
Sérgio Vieira de Mello (15. marts 1948 – 19. august 2003) var en brasiliansk FN-diplomat, som i over 34 år arbejdede for de Forenede Nationer og opnåede respekt og ros over hele verden for sit arbejde i FN's nogle gange ubestemmelige humanitære programmer. 
Vieira de Mello blev født i Rio de Janeiro og læste filosofi på Sorbonne-universitetet i Paris, før han som 21-årig begyndte på sin karriere i FN. Han var en elskværdig og attraktiv person, og talte flydende engelsk og fransk, foruden sit modersmål portugisisk.
I maj 2003 blev Vieira de Mello udnævnt til FN's særlige udsending i Irak, en opgave der oprindelig skulle have varet fire måneder. Om eftermiddagen den 19. august 2003 blev han imidlertid dræbt ved bombningen af Canal Hotel i Bagdad.